# Geta (keizer)
Publius Septimius Geta (Milaan, (waarschijnlijk) 7 maart 189 – Rome, (waarschijnlijk) 19 december 211) was Romeins medekeizer met zijn vader Septimius Severus, van 209 tot diens dood op 4 februari 211, en daarna met zijn broer Caracalla tot hij eind december 211, door dezelfde broer werd vermoord.
De twee broers konden het slecht met elkaar vinden en vanaf het moment dat zij gezamenlijk de troon bestegen, hielden zij afstand van elkaar. Zij waren zelfs van plan het keizerrijk te verdelen: Geta zou over Oost-Europa, Azië en het oostelijk deel van Noord-Afrika regeren, en Caracalla over West-Europa en het westelijk deel van Noord-Afrika. Hun moeder Julia Domna voorkwam deze tweedeling.

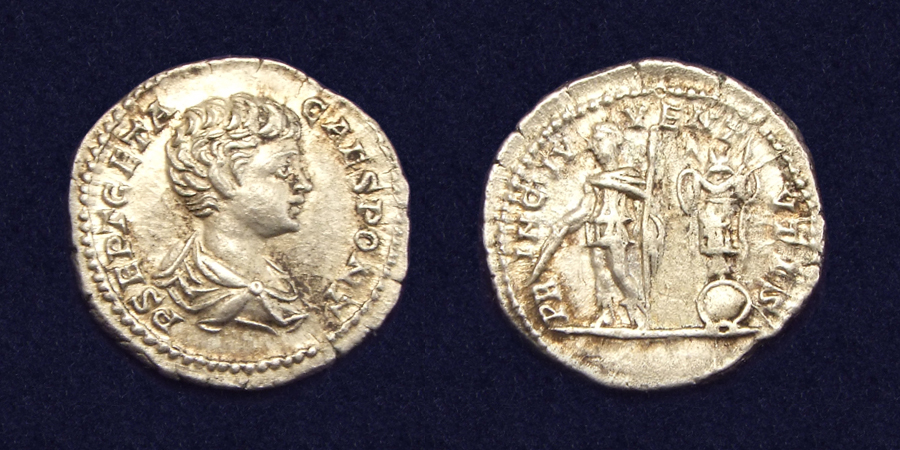
Romeinse denarius met portret van Geta.

Geta, die wist dat zijn broer hem zou vermoorden als hij de kans kreeg, zocht zo veel mogelijk medestanders en zijn populariteit groeide. Voor Caracalla was dit misschien nog meer reden om hem snel te liquideren en hij plande dit voor 17 december 211. Zijn complot lekte echter uit en Geta vergrootte zijn waakzaamheid. Zijn moeder accepteerde daarop Caracalla's voorstel om in een privégesprek tussen de moeder en de twee broers de geschillen bij te leggen. De afspraak bleek een valstrik en de 22-jarige Geta werd door binnenstormende soldaten in het bijzijn van zijn moeder en op bevel van Caracalla vermoord. Caracalla kocht daarop de pretoriaanse garde om zodat ze zijn ongeloofwaardige excuus dat hij uit zelfverdediging gehandeld had zouden accepteren. Alle ca. 20.000 medestanders van Geta werden opgespoord en vermoord, ongeacht hun status: van soldaat tot senator. Caracalla riep de damnatio memoriae uit over zijn vermoorde broer.
De datum van de moord op Geta is omstreden. Traditioneel werd deze geplaatst in februari 212, maar nu wordt aan de hand van sterke aanwijzingen algemeen aangenomen dat de moord eind december 211 reeds plaatsvond.
Geta werd begraven in het Mausoleum van Hadrianus. De Tombe van Geta aan de Via Appia, die aan hem werd toegeschreven, is waarschijnlijk verkeerd geïdentificeerd.

## Mythische Britse koning
Geoffrey van Monmouth verhaalt in zijn Historia Regum Britanniae (Geschiedenis van de Britse koningen, voltooid in 1136) een legende van de Britse koning Geta, die is gebaseerd op deze Romeinse keizer.